# Marko Žuvela
Marko Žuvela (Dubrovnik, 22 de dezembro de 2001) é um jogador de polo aquático croata.

## Carreira
Marko Žuvela, de 2,02 metros de altura, joga no VK Jug Dubrovnik. Com este clube foi campeão croata quatro vezes desde 2018.
Em 2019, Marko Žuvela ficou em quarto lugar com a equipe júnior croata no Campeonato Mundial Júnior, seguido pelo quinto lugar em 2021. A partir de 2022 jogou na seleção nacional. Em 2022, os croatas venceram a Sérvia por 14–12 nas quartas de final da Copa do Mundo em Budapeste. Depois de uma derrota por 5 a 10 para os espanhóis nas semifinais, os croatas perderam para os gregos na disputa pelo terceiro lugar. Dois meses depois, no Campeonato Europeu em Split, os croatas venceram as semifinais por 11:10 contra a Itália e venceram a final por 10–9 sobre a Hungria. Na Copa do Mundo de 2023, em Fukuoka, os croatas perderam na repescagem para Montenegro e terminaram em nono.
Nos Jogos Olímpicos de Verão de 2024, em Paris, conquistou a medalha de prata no torneio masculino do polo aquático, após confronto na final contra a equipe sérvia.